# Maodez Glanndour
 (août 2025).
Si vous disposez d'ouvrages ou d'articles de référence ou si vous connaissez des sites web de qualité traitant du thème abordé ici, merci de compléter l'article en donnant les références utiles à sa vérifiabilité et en les liant à la section « Notes et références ».
Pour les articles homonymes, voir Loeiz ar Floc'h et ar Floc'h.
Maodez Glanndour, dit également Loeiz ar Floc'h, Louis Augustin Le Floc'h à l'état-civil (né en 1909 à Pontrieux et mort le 25 novembre 1986 à Louannec), est un prêtre catholique et un écrivain breton de langue bretonne.

## Biographie

### Carrière
Recteur de Louannec, il est le créateur de diverses revues en langue bretonne :
- Studi hag Ober, consacrée à la recherche théologique, à l'édition de textes liturgiques pour les célébrations religieuses en langue bretonne ;
- Kaieroù Kristen ;
- Gwerin « précieuse collection » (Y.B. Piriou) consacrée à l'édition de collectes folkloriques de chansons bretonnes populaires ;
- Ar Bedenn evit ar Vro.

Ces revues, parues principalement entre 1940 et 1970 de façon assez sporadique, étaient par définition réservées à des publics motivés.
Auparavant il a participé à la réforme de l'orthographe unifiée du breton en 1941.

### Décès
Il meurt en 1986.

### Famille
Il est l'oncle de Loïk Le Floch-Prigent.

## Publications
Il est l'auteur de plusieurs traductions en langue bretonne des textes grecs des Évangiles et des textes originaux hébreux de la Bible en collaboration avec l'Abbé Gwilherm Dubourg avec qui il travailla sur ce projet commun pendant de nombreuses années.
L'essentiel de son œuvre est constitué par ses poèmes, recueils tels que Troellennoù Glas (Les Spirales bleues), Bragerizoù Ene (Les Bijoux de l'âme), parus en 1937 et en 1939 dans Gwalarn, grands poèmes tels que « Imram » (« Navigation ») (Sterenn, 1941), « Milc'hwid ar serr-noz » (« Le mauvis du crépuscule ») (1946), qui a été traduit en français par Armand Robin. L'ensemble, à l'exception du « Milc'hwid », a été réuni en 1949 en un recueil : Komzoù bev (Paroles vivantes) réédité en 1984 par Al Liamm.
En 1949, également, « Telenngan d'an teir vertuz » (« Ode aux trois vertus »). En 1951, « Kanadeg evit Nedeleg » (« Cantate pour Noël « ) rééditée en 1984 par Al Liamm avec « Milc'hwid ar Serrnoz » en un volume sous le titre de Telennganoù. En 1979, « Vijilez an deiz diwezhañ » (« Nocturne du dernier jour »), le dernier et peut-être le plus dense de ses grands poèmes, le plus prophétique. En 1983, « Va levrig skeudennoù » (« Mon petit livre d'images »). Pour Yann-Ber Piriou, c'est un de nos plus grands poètes contemporains. D'aucuns disent même le plus grand.
Maodez Glanndour était également philosophe. Deux recueils de textes chez Al Liamm, Kregin-mor (Coquillages marins) 1987, Dre inizi ar Bed Keltiek (Par les îles du monde celtique) 1991.
Il a également beaucoup étudié la littérature orale (chants...), et a effectué de nombreux collectages. On lui doit, en collaboration avec Jean-Pierre Foucher, un recueil de poèmes populaires de Bretagne (2 tomes chez 10-18, 1977), Le Brasier des ancêtres (édition bilingue).